# Liste der Stolpersteine in Soest
Die Liste der Stolpersteine in Soest enthält die Stolpersteine, die im Rahmen des gleichnamigen Kunst-Projekts von Gunter Demnig in Soest verlegt wurden (Stand:Mitte Mai 2014). Mit ihnen soll Opfern des Nationalsozialismus gedacht werden, die in Soest lebten und wirkten.

## Hintergrund
In der Stadt Soest findet man an 22 Stellen insgesamt 35 Stolpersteine des Künstlers Gunter Demnig.
Mit den Stolpersteinen werden Personen geehrt, die in Soest ihre Wohn- oder Wirkungsstätte hatten. Die Stolpersteine wurden größtenteils vor dem letzten aus freien Stücken gewählten Wohnhaus der betreffenden Personen verlegt.

## Liste der Stolpersteine

### Verlegte Stolpersteine
| Name                  | Adresse                                     | Bild | Inschrift | Verlegedatum | Bild des Hauses |
| --------------------- | ------------------------------------------- | ---- | --- | ------------ | --------------- |
| Henriette Ruhstadt    | Am Seel 8                                   |      | Hier wohnte Henriette Ruhstadt geb. Stern Jg. 1851 deportiert 1942 Theresienstadt tot 17.12.1943              | 12. Mai 2005 |                 |
| Rosa Zilversmit       | Grandweg 15                                 |      | Hier wohnte Rosa Zilversmit geb. Sonnenberg Jg. ? deportiert 1942 ???                                         | 8. März 2006 |                 |
| Johanna Zilversmit    | Grandweg 15                                 |      | Hier wohnte Johanna Zilversmit Jg. 1923 deportiert 1942 ???                                                   | 8. März 2006 |                 |
| Rosa Stern            | Grandweg 30                                 |      | Hier wohnte Rosa Stern Jg. 1885 deportiert 1942 Zamosc-Belzec ???                                             | 8. März 2006 |                 |
| Erna Stern            | Grandweg 30                                 |      | Hier wohnte Erna Stern Jg. 1890 deportiert 1942 Zamosc-Belzec tot 1943                                        | 8. März 2006 |                 |
| Adolf Neukamp         | Grandweg 32                                 |      | Hier wohnte Adolf Neukamp Jg. 1874 deportiert 1942 tot in Theresienstadt                                      | 8. März 2006 |                 |
| Adele Neukamp         | Grandweg 32                                 |      | Hier wohnte Adele Neukamp geb. Fleck Jg. 1883 deportiert 1942 tot in Theresienstadt                           | 8. März 2006 |                 |
| Leopold Löwenstein    | Auf der Borg 13                             |      | Hier wohnte Leopold Löwenstein Jg. 1886 schutzhaft 1940 deportiert 1942 Zamosc/Belzec ???                     | 8. März 2006 |                 |
| Gerda Löwenstein      | Auf der Borg 13                             |      | Hier wohnte Gerda Löwenstein geb. Luss Jg. 1896 deportiert 1942 Zamosc/Belzec ???                             | 8. März 2006 |                 |
| Jacob Rosenberg       | Brüderstraße 32                             |      | Hier wohnte Jakob Rosenberg Jg. 1871 deportiert 1942 Theresienstadt ermordet in Auschwitz                     | 8. März 2006 |                 |
| Emma Rosenberg        | Brüderstraße 32                             |      | Hier wohnte Emma Rosenberg Jg. 1877 deportiert 1942 Theresienstadt ermordet in Auschwitz                      | 8. März 2006 |                 |
| Alma Neuwahl          | Brüderstraße 36                             |      | Hier wohnte Alma Neuwahl geb. Rosenthal Jg. 1881 deportiert 1942 Theresienstadt ermordet in Auschwitz         | 8. März 2006 |                 |
| Albert Neuwahl        | Brüderstraße 36                             |      | Hier wohnte Albert Neuwahl Jg. 1864 deportiert 1942 tot in Theresienstadt                                     | 8. März 2006 |                 |
| Jacob Stern           | Georgsgasse 4                               |      | Hier wohnte Jacob Stern Jg. ? deportiert 1942 Theresienstadt ermordet in Auschwitz                            | 8. März 2006 |                 |
| Johanne Block         | Georgsgasse 4                               |      | Hier wohnte Johanne Block Jg. 1886 deportiert 1942 Theresienstadt ermordet in Auschwitz                       | 8. März 2006 |                 |
| Hildegard Löwenstein  | Jakobistraße 19                             |      | Hier wohnte Hildegard Löwenstein geb. Wertheim Jg. 1899 deportiert 1942 Zamosc-Belzec ???                     | 8. März 2006 |                 |
| Hermann Löwenstein    | Jakobistraße 21                             |      | Hier wohnte Hermann Löwenstein Jg. 1887 deportiert 1942 Zamosc-Belzec ???                                     | 8. März 2006 |                 |
| Amalie Cohen          | Jakobistraße 27                             |      | Hier wohnte Amalie Cohen Jg. 1872 deportiert 1942 Theresienstadt ermordet in Auschwitz                        | 8. März 2006 |                 |
| Rosa Cohen            | Jakobistraße 27                             |      | Hier wohnte Rosa Cohen Jg. 1875 deportiert 1942 Theresienstadt ermordet in Auschwitz                          | 8. März 2006 |                 |
| Berta Schürmann       | Jakobistraße 64                             |      | Hier wohnte Berta Schürmann geb. Haas deportiert 1942 Theresienstadt ermordet in Auschwitz                    | 8. März 2006 |                 |
| Henriette Meyerhoff   | Kohlbrink 7                                 |      | Hier wohnte Henriette Meyerhoff geb. Rosenbaum Jg. 1881 deportiert 1942 Zamosc/Belzec ???                     | 8. März 2006 |                 |
| Auguste Stern         | Niedergasse 2                               |      | Hier wohnte Auguste Stern geb. Würzburger Jg. 1859 deportiert 1942 Theresienstadt tot 2.9.1942                | 8. März 2006 |                 |
| Grete Stern           | Niedergasse 2                               |      | Hier wohnte Grete Stern Jg. 1889 deportiert 1942 Zamosc/Belzeg ???                                            | 8. März 2006 |                 |
| Max Neukamp           | Teichmühlengasse 1                          |      | Hier wohnte Max Neukamp Jg. 1875 deportiert 1942 tot in Theresienstadt                                        | 8. März 2006 |                 |
| Grete Neukamp         | Teichmühlengasse 1                          |      | Hier wohnte Grete Neukamp geb. Silberberg Jg. 1887 deportiert 1942 Theresienstadt ermordet in Auschwitz       | 8. März 2006 |                 |
| Bendix Sommer         | Thomästraße 13                              |      | Hier wohnte Bendix Sommer Jg. 1861 deportiert 1942 Theresienstadt ermordet in Auschwitz                       | 8. März 2006 |                 |
| Elisabeth Meyer       | Thomästraße 20                              |      | Hier wohnte Elisabeth Meyer geb. Schönstaedt Jg. 1866 deportiert 1942 Theresienstadt ermordet in Auschwitz    | 8. März 2006 |                 |
| Lina Meyer            | Thomästraße 20                              |      | Hier wohnte Lina Meyer Jg. 1890 deportiert 1942 Theresienstadt ermordet in Auschwitz                          | 8. März 2006 |                 |
| Moritz Schürmann      | Thomästraße 63                              |      | Hier wohnte Moritz Schürmann Jg. 1879 deportiert 1942 tot in Theresienstadt                                   | 8. März 2006 |                 |
| Julie Müller          | Waisenhausstraße 1 · (Ecke Brüderstraße 36) |      | Hier wohnte Julie Müller geb. Eichwald Jg. 1891 deportiert 1942 Zamosc Belzec Schicksal unbekannt             | 8. März 2006 |                 |
| Marianne Eichwald     | Waisenhausstraße 1 · (Ecke Brüderstraße 36) |      | Hier wohnte Marianne Eichwald geb. Meyer Jg. 1865 deportiert 1942 Theresienstadt ???                          | 8. März 2006 |                 |
| Else Albesheim        | Waisenhausstraße 4                          |      | Hier wohnte Else Albesheim geb. Mosheim Jg. 1883 deportiert 1942 Zamosc - Belzec Riga ???                     | 8. März 2006 |                 |
| Siegfried Ruhstadt    | Westenhellweg 4                             |      | Hier wohnte Siegfried Ruhstadt Jg. 1880 deportiert 1942 Theresienstadt ermordet 1944 in Auschwitz             | 8. März 2006 |                 |
| Selma Ruhstadt        | Westenhellweg 4                             |      | Hier wohnte Selma Ruhstadt geb. Hoffmann Jg. 1889 deportiert 1942 Theresienstadt ermordet 1944 Auschwitz      | 8. März 2006 |                 |
| Dr. Rudolf Löwenstein | Hoher Weg 8                                 |      | Hier wohnte und praktizierte Dr. Rudolf Löwenstein Jg. 1900 Berufsverbot 1938 deportiert 1942 Izbica ermordet | 8. März 2006 |                 |